# Terataner rufipes
Terataner rufipes är en myrart som beskrevs av Carlo Emery 1912. Terataner rufipes ingår i släktet Terataner och familjen myror. Inga underarter finns listade i Catalogue of Life.

## Bildgalleri

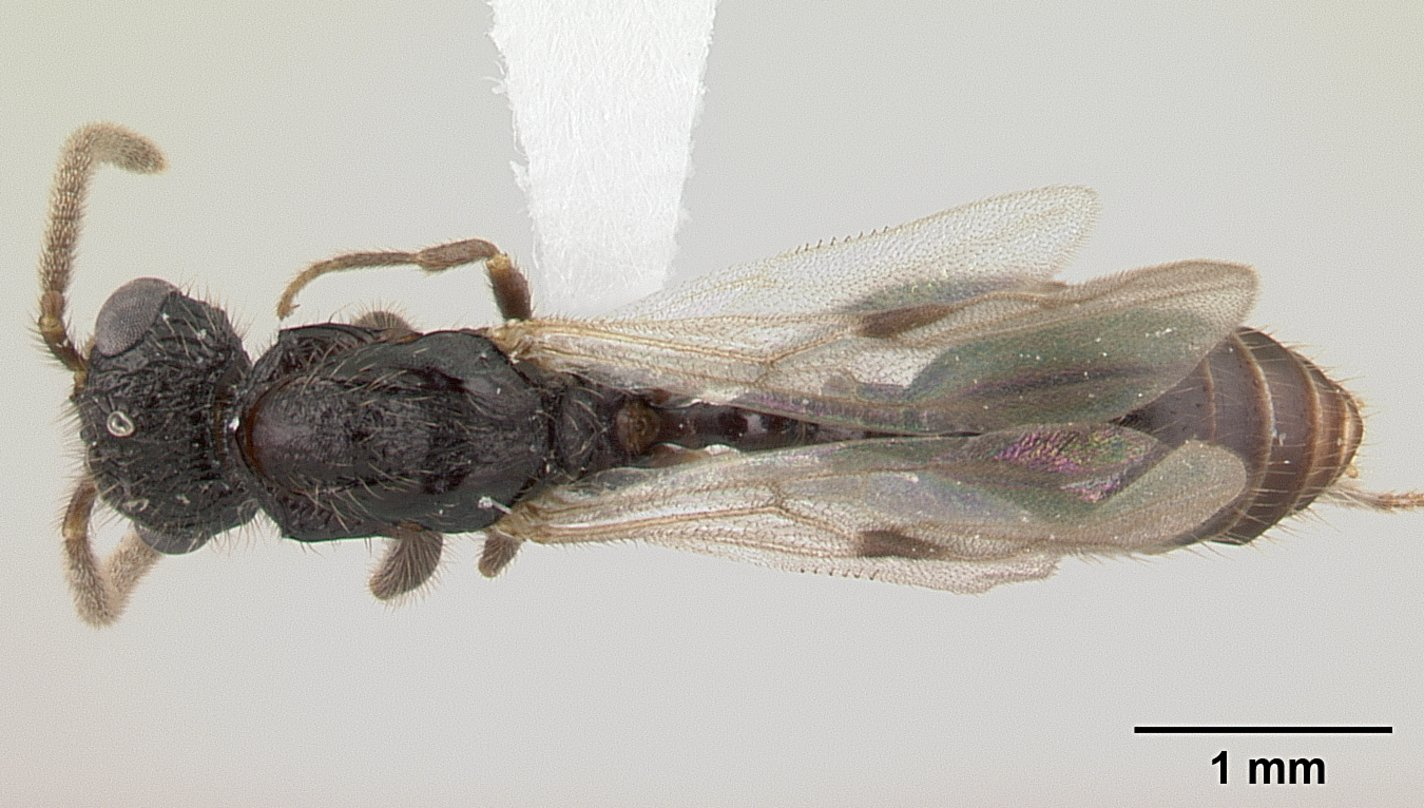
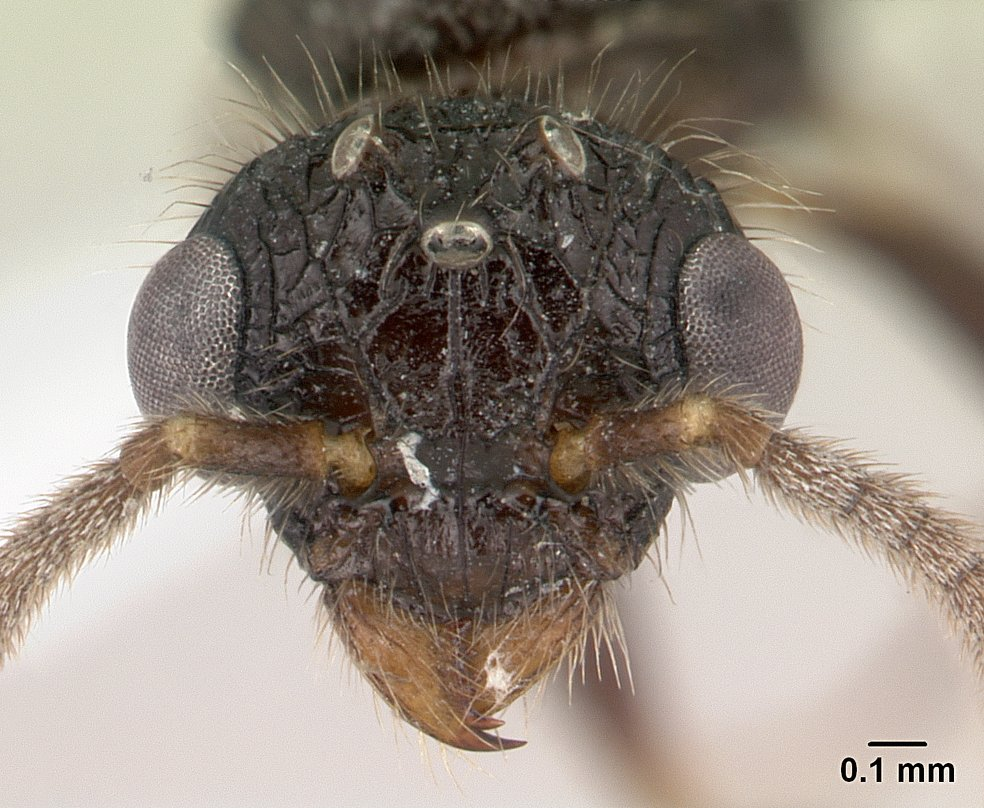
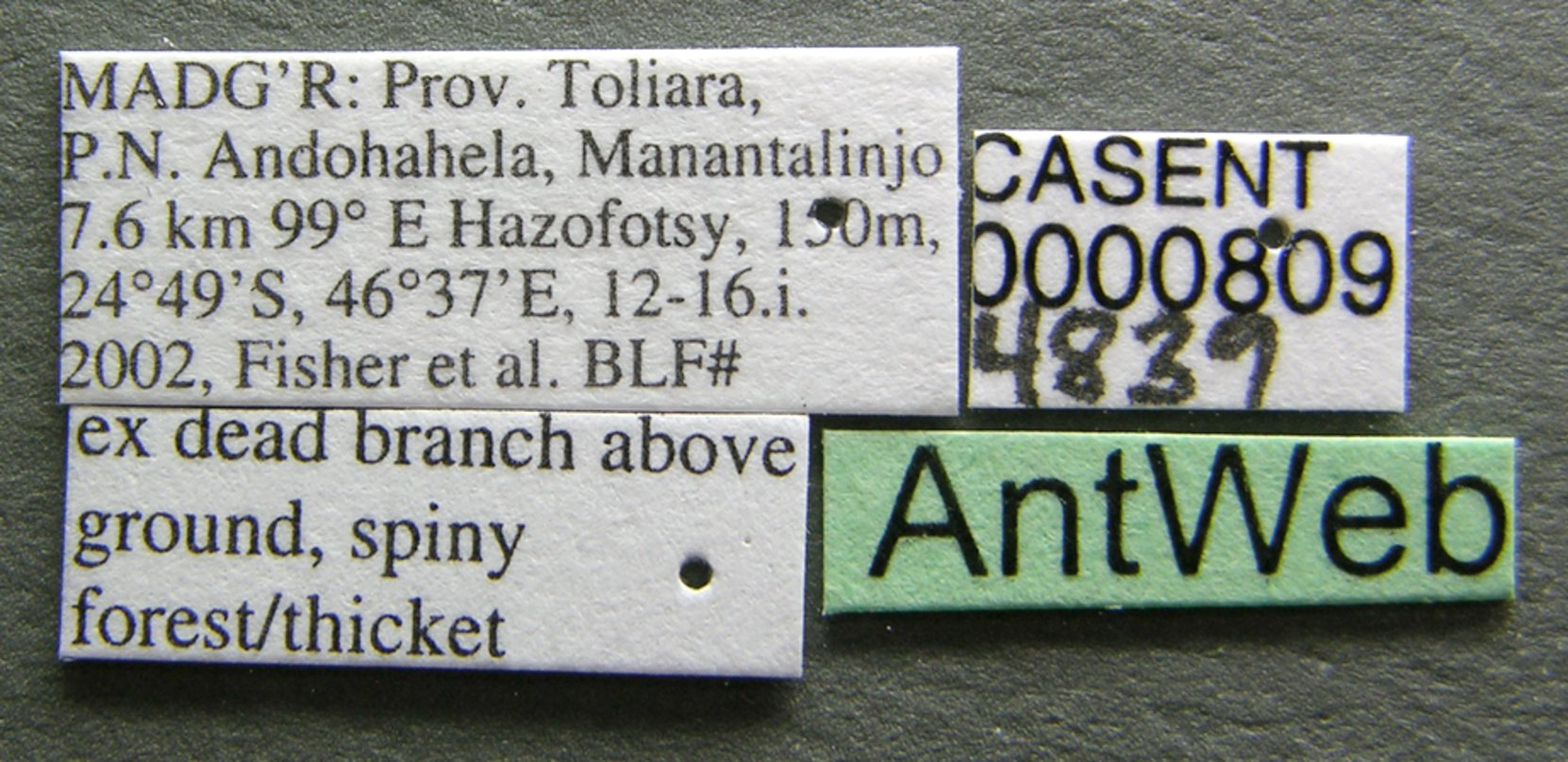
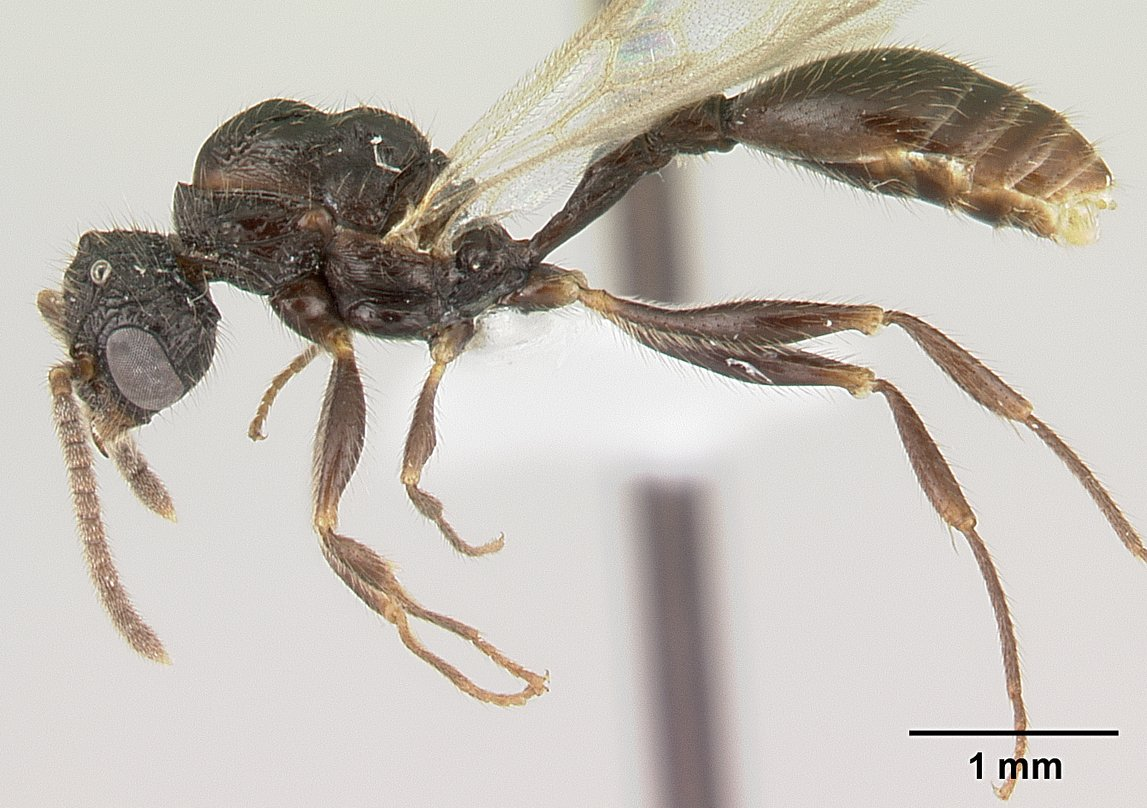
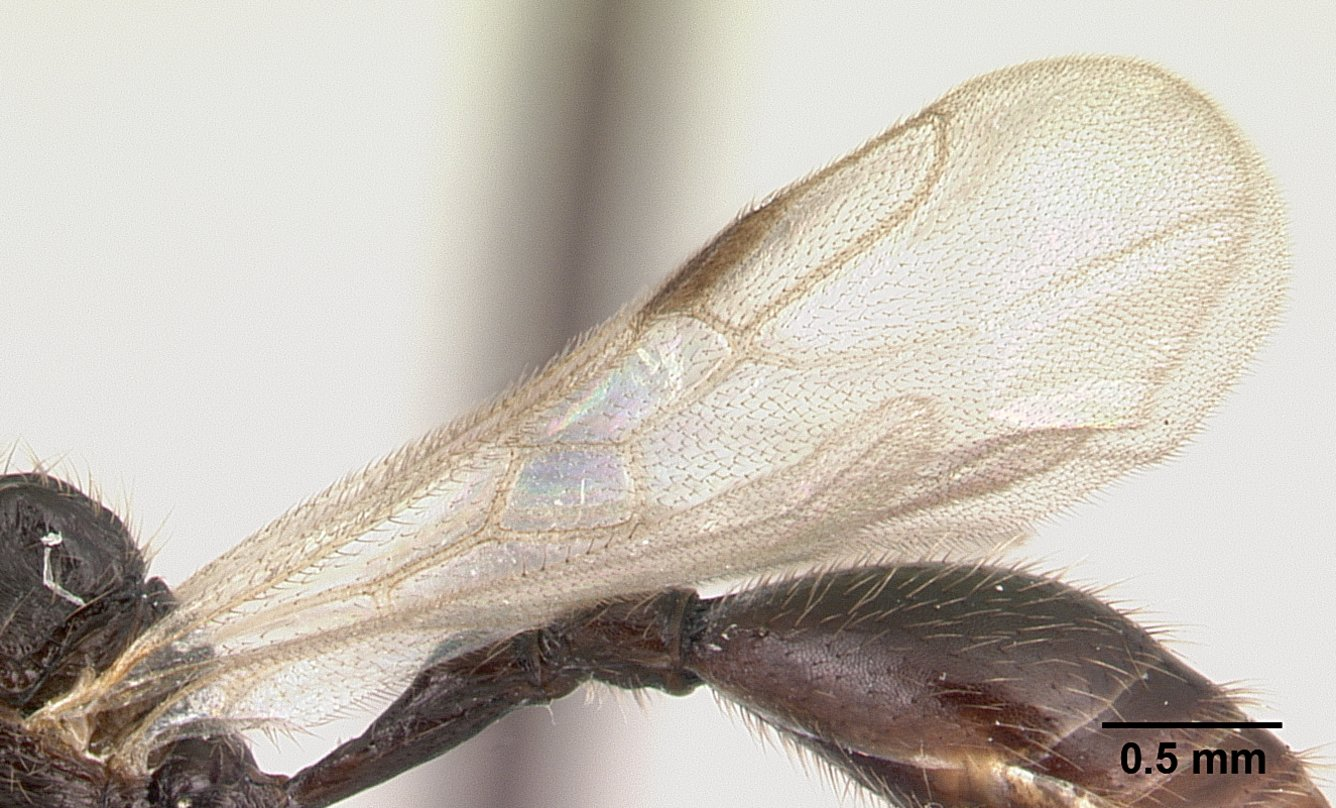
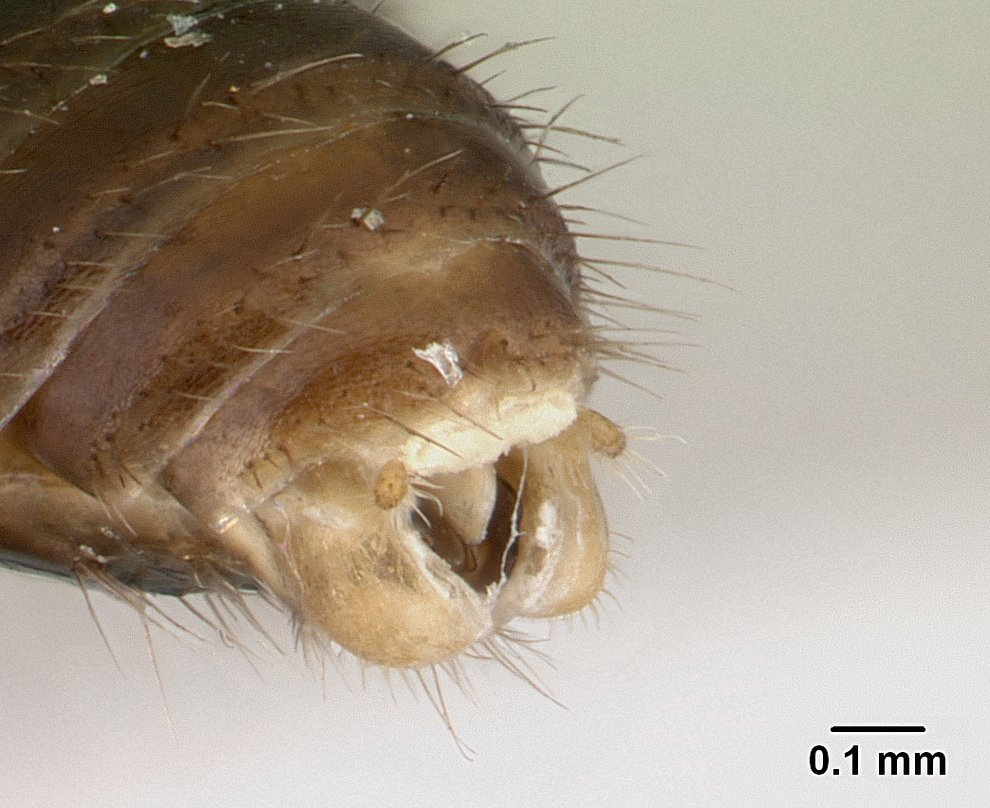